# Museo Classis Ravenna
Il Museo Classis Ravenna è un museo situato nell'ex zuccherificio di Classe, presso Ravenna. Il museo è dedicato alla storia della città e del territorio di Ravenna, attraverso un percorso cronologico: le origini etrusco-umbre, l'epoca romana, la fase gota, l'età bizantina, l'alto Medioevo.

## Storia

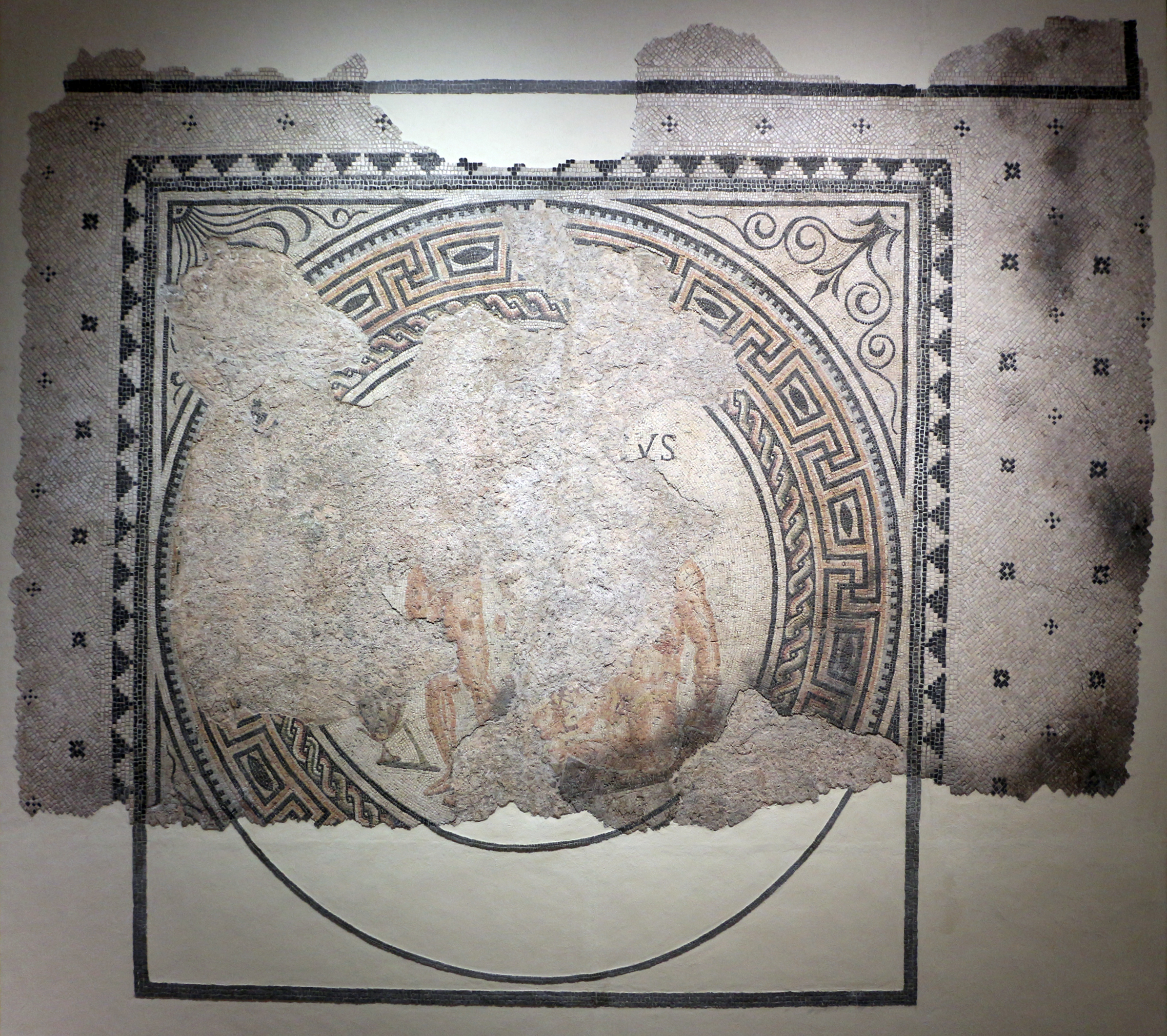
Il mosaico pavimentale detto dei pugili

Il museo, inaugurato il 1º dicembre 2018, nasce in seguito alla riqualificazione del complesso dell'ex zuccherificio grazie a un investimento di 22 milioni di euro, sostenuto dal Comune di Ravenna, il Mibact, la Regione Emilia-Romagna, l'Unione Europea e la Fondazione Cassa di Risparmio di Ravenna. Il progetto di ristrutturazione e conversione è stato affidato all'architetto Andrea Mandara, che ha lavorato con un comitato scientifico coordinato da Andrea Carandini.

## Percorso espositivo
Il percorso espositivo si basa su oltre 600 reperti storici. Il museo espone oggetti della vita quotidiana, come anfore, ceramiche e monete, insieme a materiali artistici più significativi, come statue e mosaici.
Il museo offre anche diverse aree didattiche.

## Collezioni
Tra i mosaici si segnalano un mosaico pavimentale proveniente dal cosiddetto Palazzo di Teodorico e il mosaico restaurato detto dei pugili, proveniente dagli scavi degli anni Novanta alla Domus dei Tappeti di Pietra. Quest'ultimo, risalente a metà del I sec. a.C., è stato esposto alla mostra del 2016 dedicata alle restituzioni e fa parte dei depositi del museo.

## Riconoscimenti
Nel 2021 il museo Classis ha vinto il premio Riccardo Francovich, su giudizio della Società degli archeologi medievisti italiani, come "sintesi fra rigore dei contenuti scientifici ed efficacia nella comunicazione degli stessi verso il pubblico dei non specialisti".